# ケビン・ライアン
ケビン・ライアン（Kevin Rian）は、SNKの対戦型格闘ゲーム『餓狼 MARK OF THE WOLVES』に登場する架空の人物。

## キャラクターの設定
SWAT所属の警察官。亡き親友の息子・マーキーと共に、マーキーの父親を殺した犯人を追っている。
マーキーの父を殺害したのはフリーマンだが、ケビンは「長髪の男」という情報しか得てなかったためにテリー・ボガードに勝負を挑んでしまう（その時、目撃者のマーキーは不在だったため）。フリーマンとの会話デモは、フリーマンでのCPU戦プレイ時に発生する。
ブルー・マリー（マリー・ライアン）とは血縁関係にあるが、ゲーム上では特に繋がりについて触れられていない。当時のSNK公式サイトのQ&Aコーナーによると「遠い親戚関係で、それほど親しくはない」とのこと。2025年の最新作『餓狼伝説 City of the Wolves』では従妹という設定に改められた。

### マーキー
父親を殺した犯人の追跡をケビンに頼み、共に行動している黒人の少年。常にヘルメットを被っている。
対戦中は背景でケビンの応援をし（一部除く）、ケビンが負けると悔しがってヘルメットを投げ、自分の頭に当ててしまい痛がるなどのアクションを見せる。

## 各種技の解説

### 通常投げ
ポリスルー
相手を掴んで、地面に叩き付ける技。

### 特殊技
ポリキック
短いローキックから、横蹴りに繋ぐ連携技。

### 必殺技
ヘルローター
振り向いてから裏拳（弱）、または上から振り回す拳（強）で攻撃。ボタン押し続けで溜めて威力を上げられ、溜め中に追加入力で中断も可能。
公式ガイドブックなど一部書籍では技名が「ヘルロースター」と表記されているが、当時のSNK公式サイトでは「ヘルローター」と表記されていた。
ヘルスナイプ
空中に飛び上がって拳を打ち下ろす。
ヘルトラップ
相手を浮かせるローキックから空中の相手を掴みに行き、掴むと膝蹴りを入れる。ブレーキング対応技。
クリーパー
その場に伏せて匍匐（ほふく）前進を行う移動技。技中に追加入力で下段を払うパンチ、中段の浴びせ蹴り、急停止のいずれかが出せる。
アヴォイドマイン
前転しながら接近する移動技。出だしに無敵時間があり、主に回避手段などに使う。
ヘルアレスト
コマンド投げ。相手を掴むとボディブローを入れてからストレートでふっ飛ばす。

### TOPアタック
ブラストチャージ
ショルダータックルから、そのまま浴びせ蹴りに掛かる。

### 超必殺技（潜在能力）
ラッキーストライク
ショルダータックルから打ち下ろしパンチのあと、爆発を起こすアッパーカットを決める。潜在能力版はアッパーカットのあと、さらに振りかぶってストレートを入れる。
ガトリングフリーザー
顎を蹴り上げて爆炎を起こす技。爆炎が地上でヒットすると相手が燃えながらよろめき、追撃を狙える。潜在能力版は爆炎が多段ヒットする。

## 担当声優
ケビン
- 北沢洋（『餓狼 MOW』）
- 坂田明寛（『餓狼 CotW』）

マーキー
- 竹内順子（『餓狼 MOW』）
- 志倉梨菜（『餓狼 CotW』）

## 関連人物
- フリーマン - 親友を殺した犯人
- マーキー - 親友の息子、父殺しの犯人追跡を依頼される
- テリー・ボガード - フリーマンと間違える
- ブルー・マリー - 遠縁だが親しくない。『餓狼CotW』では従妹という設定になっている。
- 周防辰巳 - 祖父。マリーとの血縁関係が『餓狼CotW』では従兄妹という設定であればほぼ必然的[注 1]だが、実の祖父か義理の祖父かは現段階では不明。